# Cornelius van Oyen
Cornelius van Oyen (28 de novembro de 1886 — 19 de janeiro de 1954) foi um atirador esportivo alemão. 
Ele era filho de um contador que havia imigrado dos Países Baixos. Seu pai era inspetor de controle de qualidade na cervejaria Bötzow, em Berlim.
Cornelius van Oyen foi campeão olímpico na categoria de tiro rápido 25 metros masculino nos Jogos Olímpicos de Verão de 1936 em Berlim.